# Rhizaxinella nuda
Rhizaxinella nuda är en svampdjursart som beskrevs av Wilson 1925. Rhizaxinella nuda ingår i släktet Rhizaxinella och familjen Suberitidae. Inga underarter finns listade i Catalogue of Life.